# Интернет огласи
Интернет огласи су све популарнији начин оглашавања приватних лица и организација. На српском интернету већи број веб сајтова који нуде објављивање малих огласа.

## Будућност огласа на интернету
У Србији као и у свету све више опада потреба и тражња за штампаним медијима. Сходно томе, све више корисника интернета ће се окренути ка интернету за остваривање брзог и ефикасног протока информација.

## Типови огласа на интернету
Тренутно постоје две врсте огласа на интернету бесплатни огласи и плаћени огласи. У зависности од квалитета услуге интернет оглашавања, као и од квалитета осталих услуга појединачног интернет огласника зависе и ефекти, а у односу на ефекте оглашавања одређује се да ли ће се за одређену услугу платити и у ком обиму.